# Sistan
Pour les articles homonymes, voir Sistan (homonymie).
Le Sistan (en persan : سیستان / Sistân), autrefois Sakastène, Sakastan, ou pays des Sakas, est une région historique du sud-est de l'Iran et du sud-ouest de l'Afghanistan. Aujourd'hui le Sistan occidental fait partie de la province iranienne du Sistan-et-Baloutchistan et la partie orientale de la province afghane du Nimroz.

## Historique

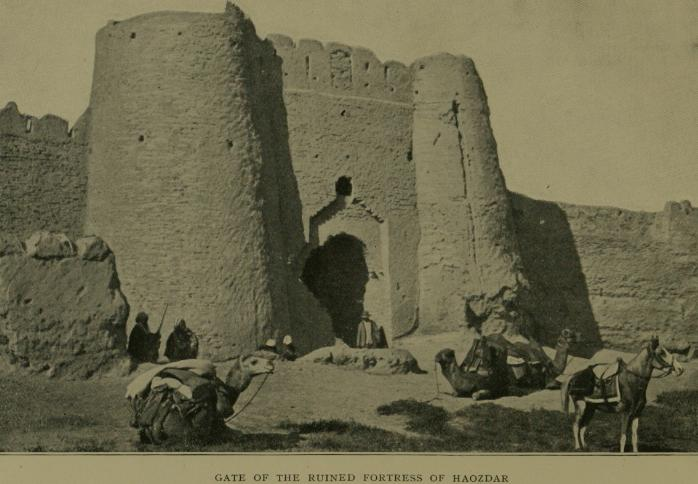
Ruines de la forteresse de Nasretabad.

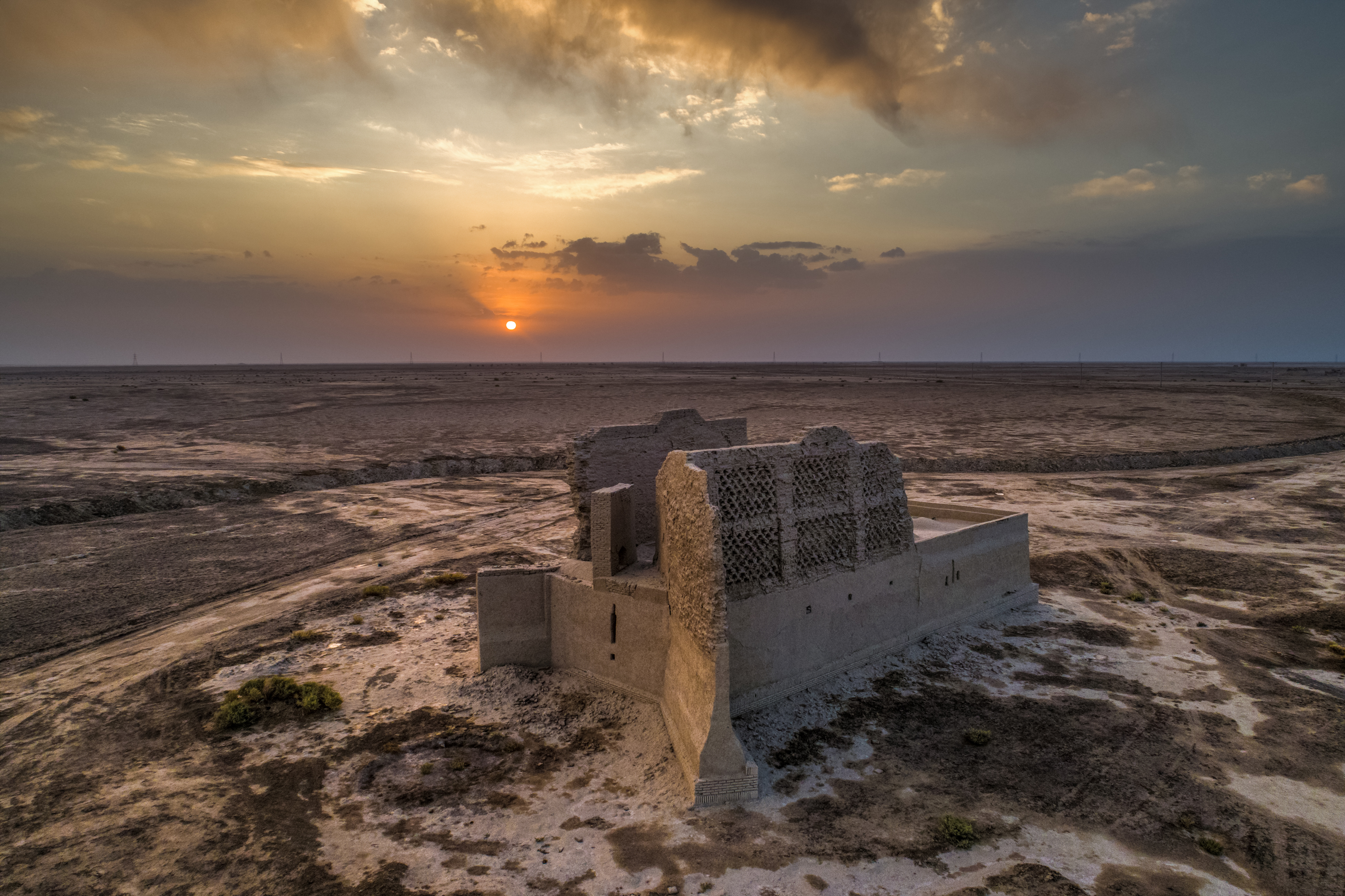
Ruines d'un moulin à vent au Sistan. Novembre 2017.

La région est entrée dans la première moitié du premier millénaire avant notre ère sous le pouvoir des Mèdes, puis a été incluse dans l'Empire achéménide. La région est d'abord connue en vieux perse sous le nom de Zaranka, ou « pays de l'eau » (cf Dzaranga en pachto, ou Sarangai chez Hérodote).
Au IVe siècle av. J.-C., le Sistan a été envahi par Alexandre le Grand qui y fonda la ville d'Alexandrie d'Arachosie (aujourd'hui Vieux Kandahar).
Avec l'arrivée des Sakas (appelés Scythes par les Grecs) à la fin du IIe siècle av. J.-C., l'appellation de « Sakastân » se répand en Dranguiane (en grec: Δραγγιανή), et dans les sources antiques classiques et perses aussi sous le nom de Zarang — qui est en fait la partie comprise du bassin du lac Khamoun (lieu de pèlerinage de la religion zoroastrienne) et le cours inférieur de la rivière Helmend. Le Sistan est cité dans les sources de l'époque achéménide et de l'époque hellénistique.
Après la mort d'Alexandre la région est transmise aux Séleucides et à l'Empire maurya en 305 av. J.-C. Plus tard, à partir de l'an 180 av. J.-C. le Sistan dépend du royaume gréco-bactrien. Elle est envahie par les tribus des Sakas au Ier siècle avant notre ère, puis ils sont soumis à la Parthie vers l'an 100 av. J.-C., au Kouchan vers l'an 20 av. J.-C. et enfin le Sistan est administré par les Sassanides.
Les Arabes l'envahissent en 640 pour la soumettre à l'islam.
La région est aux mains des Saffarides de 861 à 1003 qui en sont originaires. Dans le Livre des Rois de Ferdowsi, le Sistan est souvent nommé « Zaboulistan » d'après la ville de Zabol.

## Source
- (ru) Cet article est partiellement ou en totalité issu de l’article de Wikipédia en russe intitulé « Систан » (voir la liste des auteurs).